# Jan de Boer
Jan de Boer (29. srpna 1898 – 30. června 1988) byl nizozemský fotbalista, který hrál jako brankář. Celou kariéru hrál za AFC Ajax. Byl reprezentantem Nizozemska.

## Klubová kariéra
Ve 13 letech se stal hráčem akademie Ajaxu. O devět let později nahradil v brance Jana Smita. Během 13 let v klubu odehrál 195 zápasů a stal se hráčem Club van 100.
Za Ajax debutoval dne 19. září 1920 proti De Spartaan. Poslední zápas odehrál dne 26. března 1933 proti Spartě Rotterdam.
V letech 1963–1973 byl členem představenstva klubu.

## Reprezentační kariéra
V letech 1923–1924 odehrál 5 zápasů za reprezentaci. Byl členem týmu na LOH 1924 i LOH 1928, do žádného zápasu ale nenastoupil. Byl náhradník po jedničce týmu, van der Meulenovi.